# Rừng Tijuca
Rừng Tijuca (tiếng Bồ Đào Nha: Floresta da Tijuca) là một khu rừng mưa nhiệt đới nằm ở vùng núi thành phố Rio de Janeiro, Brasil. Đây là vườn quốc gia có diện tích nhỏ nhất tại Brasil nhưng lại là khu rừng đô thị lớn nhất thế giới với diện tích 32 km ² (12,4 mi ²), mặc dù nhiều nguồn gán danh hiệu này cho khu rừng đô thị của thành phố Johannesburg, Nam Phi, nơi có từ 6 đến 9,5 triệu cây xanh được trồng.

## Vị trí
Tijuca trong ngôn ngữ Tupi có nghĩa là "đầm lầy", liên quan đến vùng đầm phá Tijuca ở Barra da Tijuca. Các ngọn núi sau đó cũng được gọi là Tijuca, cũng như các khu vực rừng lân cận của nó. Khu rừng là ranh giới tự nhiên phân cách khu phía Tây của thành phố từ miền Nam, miền Trung và miền Bắc, và vùng Bắc Nam.
Tijuca đóng một vai trò quan trọng đối với thành phố, vì nó ngăn chặn sự xói mòn của các sườn núi dốc, ngăn chặn lũ lụt, sạt lở đất, làm giảm ô nhiễm không khí, duy trì nguồn nước cung cấp cho thành phố, góp phần tái thiết và chất lượng cuộc sống cho dân cư, ngoài ra là giúp giữ gìn cảnh quan và quảng bá du lịch. Đây cũng là nơi sinh sống của hàng trăm loài thực vật và động vật hoang dã, trong đó có nhiều loài bị đe dọa tuyệt chủng, chỉ tìm thấy ở vùng rừng mưa nhiệt đới Đại Tây Dương. Sau khi tất cả các cánh rừng nguyên sinh đã bị phá hủy để xây dựng các trang trại cà phê, Tijuca đã được trồng lại trong nửa cuối thế kỷ 19 trong một nỗ lực bảo vệ nguồn cung cấp nước cho thành phố Rio.
Năm 1961, rừng Tijuca đã được tuyên bố là một vườn quốc gia và năm 1991, nơi đây được UNESCO công nhận là khu dự trữ sinh quyển thế giới. Nơi đây có nhiều điểm tham quan thú vị, đặc biệt là tác phẩm điêu khắc khổng lồ bức tượng chúa cứu sinh trên đỉnh núi Corcovado. Các điểm tham quan khác bao gồm các thác nước Cascatinha; Chapel Mayrink với những bức tranh tường vẽ bởi Cândido Portinari, chùa Vista Chinesa; và khối đá granite khổng lồ Mesa do Imperador. Trong số các đỉnh núi trong vườn quốc gia, ấn tượng là đỉnh Pedra da Gávea.

Đỉnh núi Pedra da Gavea, khu vực ấn tượng trong vườn quốc gia

Trong vườn quốc gia, có thị trấn Mata Machado được hình thành do những người dân di cư trong những năm 1930. Mặc dù đã có nhiều nỗ lực nhưng hiện nay, thị trấn này chính là một trong những nguyên nhân làm suy giảm cánh rừng tại đây.